# Anton Drexler
Anton Drexler (München, 13 juni 1884 - aldaar, 24 februari 1942) was een Duits antisemitisch politicus en nationaalsocialist.
Drexler volgde een opleiding tot slotenmaker en was sinds 1902 arbeider bij de Berliner Lokomotivenfabrik. Afgekeurd voor militaire dienst kon hij niet deelnemen aan de Eerste Wereldoorlog. Aan het thuisfront zette hij zich echter in voor de Duitse zaak. In München richtte hij in 1917 de Vrije Arbeidersvereniging voor de Goede Vrede op om Duitse arbeiders te werven voor het Duitse leger. In 1918 werd de Arbeiders Vereniging omgezet in de Politischen Arbeiterzirkel. Deze organisatie had een duidelijk antisemitisch karakter en kwam bijeen in achterkamertjes en bierkelders in München. Eind 1918 kwam Drexler in contact met Karl Harrer, een lid van de Thule-Gesellschaft, een antisemitische völkische club. Harrer en Drexler richtten op 5 januari 1919 de antisemitische, Deutsch socialistische en nationalistische Deutsche Arbeiterpartei (DAP) op. Harrer werd landelijk voorzitter en Drexler tweede voorzitter en voorzitter van de regionale afdeling in München (de enige afdeling).
In september 1919 trad Adolf Hitler toe tot de Deutsche Arbeiterpartei. Hitlers sprekerstalent ging dat van Drexler verre te boven. Op advies van Hitler veranderde de DAP haar naam in de Nationaalsocialistische Duitse Arbeiderspartij (NSDAP), waarbij als partijprogramma een 25-puntenplan werd aangenomen, samengesteld door Drexler, Hitler en Gottfried Feder. Drexler werd gekozen tot eerste voorzitter van de NSDAP, hoewel Hitler uitgroeide tot de ware leider (führer) van de partij. In 1921 werd Hitler voorzitter, waarna de rol van Drexler binnen de partij sterk afnam.
Na de mislukte Bierkellerputsch (staatsgreep) in München werden Hitler en zijn aanhangers gearresteerd, ook Drexler, die echter geen deel had genomen aan de putsch. In 1924 richtte Drexler het Völkischer Block op ter vervanging van de door de rechter (tijdelijk) verboden NSDAP. Voor het Völkischer Block werd hij in de Beierse Landdag (parlement van Beieren) gekozen. In 1928 trok hij zich tijdelijk uit de politiek terug.
In 1933, na de nazi-machtsovername werd Drexler opnieuw lid van de NSDAP. Van 1937 tot zijn dood was hij lid van de propaganda-afdeling van de NSDAP. Hij schreef daarnaast pamfletten en boekjes voor de NSDAP. Hij overleed begin 1942 op 57-jarige leeftijd.
- Gemeinsame Normdatei: 116219998
- International Standard Name Identifier: 0000 0000 1066 6130
- Nationale Bibliotheek van Tsjechië: uk20211111730
- Nederlandse Thesaurus van Auteursnamen: 111887372
- Virtual International Authority File: 77061595
- WorldCat: E39PBJk8XGwmVpKHHPkb3VwXBP